# Aéroport de Shashi
L'ancien aéroport de Shashi (沙市机场, shāshì jīchǎng), (code IATA : SHS • code OACI : ZHSS), situé dans le district de Shashi, dans la ville-préfecture de Jingzhou, province de Hubei, en République populaire de Chine fut le principal aéroport de la ville-préfecture. Son usage a été suspendu en 2002[réf. nécessaire].